# Gerhard Giesemann
Gerhard Giesemann (* 14. Juli 1937 in Zwickau; † 21. April 2021 in Pohlheim) war von 1980 bis zu seiner Emeritierung im Jahr 2002 Universitätsprofessor für Slavische Philologie (Slavische Sprach- und Literaturwissenschaft) an der Justus-Liebig-Universität Gießen.

## Leben
Gerhard Giesemann studierte an der Johann Wolfgang Goethe-Universität Frankfurt am Main Slavistik, Germanistik, Politik und Pädagogik. Nach seiner Promotion in Frankfurt 1969 wurde er 1979 an der Philipps-Universität Marburg habilitiert. Von 1980 bis zum Eintritt in den Ruhestand im Juli 2002 hatte er die Professur für Slawische Philologie am Fachbereich „Sprachen und Kulturen des Mittelmeerraumes und Osteuropas“ an der Justus-Liebig-Universität Gießen (JLU) inne.

## Werke
Seine Forschung galt der slavischen Theaterliteratur und Lyrik, er spezialisierte sich auf die slowenische Literatur und ihre Gründungsfigur, den Reformator Primož Trubar.
- Kotzebue in Russland. Materialien zu einer Wirkungsgeschichte. 1971: Athenäum, Frankfurt am Main.
- Zur Entwicklung des slovenischen Nationaltheaters. Versuch einer Darstellung typologischer Erscheinungen. 1975: Trofenik, München.
- Das Parodieverständnis in sowjetischer Zeit. 1983: Schmitz-Verlag, Gießen.
- Die Strukturierung der russischen literarischen Romanze im 18. Jahrhundert. 1985: Böhlau, Köln.
- Noveišji pogledi na slovensko književnost. 1991: Slovenska matica, Ljubljana.
- Die Theologie des slowenischen Reformators Primož Trubar. 2017: Böhlau, Köln.

## Engagement
Er war von 1993/1994 bis 2002 Vorsitzender des VHS (Verband der Hochschullehrer für Slavistik an den Hochschulen der Bundesrepublik Deutschland, nach der Wiedervereinigung umbenannt; seit 2021 Verband der deutschen Slavistik).
Er wurde im Jahre 1994 Partnerschaftsbeauftragter für die JLU und war für den Aufbau der Universitätspartnerschaft zwischen den Universitäten Gießen und Kazan in Tatarstan (Russland) und Łódź in Polen. Gerhard Giesemann wurde für diese Leistungen mehrmals ausgezeichnet, unter anderem 1998 in Łódź mit der Ehrenurkunde und 2001 in Kazan mit dem Ehrendoktorat.
30 Jahre war er Kirchenvorstand der Evangelischen Gemeinde Grüningen, zwölf Jahre lang hatte er den Vorsitzend inne.